# أمين ناصر الدين
أمين علي ناصر الدين (25 يناير 1876 - 6 أكتوبر 1953) صحفي وروائي ولغوي لبناني. ولد في قرية كفرمتى، تعلم في مدرسة عبية الابتدائية الأمريكية، ثم بالمدرسة الداودية، التي كان يديرها والده. اشتهر قبل المشروطية الثانية بتحرير جريدة الصفاء التي كان يصدرها والده، حيث تولاها عام 1899، ومجلة الإصلاح. واستمر بالإشراف على جريدة  الصفاء وكتابة أكثر فصولها لمدى 30 عامًا. بجانب مجال الصحافة،  كان لغوياً محققاً وشاعراً مجيداً. له مؤلفات مطبوعة وغير مطبوعة في اللغة والرواية والشعر.

## سيرته
ولد أمين بن علي بن يوسف ناصر الدين في كفرمتى، 25 كانون الثاني 1876. تعلم القراءة في مدرسة القرية ومن ثم في المدرسة الأميركية في عبية، وتلاها في المدرسة الداودية التي كان والده مديراً لها، فأتقن الإنجليزية ثم تضلع من العلوم العربية وفنونها، فنبغ فيها منذ مطلع شبابه، ونظم الشعر وهو صغير، ومارس التعليم قبل أن ينهي دراسته. 

يذكر خير الدين الزركلي في الأعلام أنه كتب إليه في عام 1912 طالباً ترجمته، مما أجاب به:«قبل أن أبلغ العاشرة من العمر بدأت أقول أبياتا من الشعر، صحيحة الوزن، فكان والدي يكتبها لي ويصحح أغلاطها النحوية. وبعد ذلك تلقيت مبادئ العربية وآدابها وبعض العلوم واللغات. ثم عكفت على المطالعة فاستفدت منها مما يستفيد الضعفاء أمثالي. أما أسرتي فهي ولا فخر، من ذوات النسب القديم في لبنان ولها آثار مشكورة.»

عام 1897، أصدر الصفاء التي أنشأها والده مجلةً أدبية تطبع في بعبدا، ثم أسس مطبعة لها في عبيه عام 1899 وأصدرها جريدةً أسبوعية، ثم أخذ يصدرها من كفرمتى عام 1908 ثم من عالية عام 1909، وتوقفت عن الصدور بعدئذ فأنشأ والده الإصلاح في عاليه عام 1911 فتولاها الأمين بلغته العالية وبيانه البليغ. 

عام 1906، كان أبوه قد أسس مدرسة المعارف الداخلية فأدارها إلى جانب اهتمامه بالصحافة، ولبث فيها نحو أربعة أعوام، وفي عام 1916 انتخب عضواً في عمدة المدرسة الداودية برئاسة نسيب أرسلان ثم عُيِّن مديراً للمدرسة في العام التالي. وأعاد إصدار جريدته في عبية ثم عهد بها إلى الشيخ سليم وحسن حمدان فنزلا بها إلى بيروت وجعلاها يومية عام 1927، فاستعادها الأمين بعد مدة قصيرة ورجع بها إلى كفرمتى واستأنف إصدارها. 

عام 1933، تنادی لفيف من الشعراء والكتاب وأقاموا له حفلة تكريمة في التياترو الكبير في 26 تشرين الثاني تكلم فيها عدد من الشعراء ورجال الفكر والعلم والصحافة والأدب، وقد جمعها الشيخ أحمد تقي الدين بعدئذ مع ما كتب في الصحف، ومع القصيدة الرائعة التي ألقاها المحتفي به في الاحتفال، في كتاب سمي العقد الثمين في تكريم الأمين.

## وفاته
توفي في 6 تشرين الأول 1953 و دُفن في كفرمتى في مأتم حافل وقد أطلقت اسمه على أحد شوارع بيروت في الأشرفية تقديرا له.

## آثاره
مؤلفاته المطبوعة:
| - ثمرات الأفكار، 1900. - صدى الخاطر، 1913. - الإلهام، 1937. - البيّنات، 1937. | - دقائق العربية، 1953. - الرافد، 1971 و1981. - ديوان الفلك، 1983. |

وله قصص وتمثيليات بعضها تأليف وبعضها ترجمة وقد طبع قسم منها:
| - جزاء الخيانة - الجاسوس العاشق - حسرات المحبين - العاقبة الحسنة - الفتاة المغربية - غادة بصري | - الفيكونت كوفان في الحرب الصليبية في عهد السلطان صلاح الدين - الفتاة الروسية - مصرع الحسود - عواقب الكبرياء - الوصي - الحكومة الظالمة - غرائب القدر |

وله أيضاً مؤلفات غير مطبوعة:
| - نثر الجمان - نجوی البراع - غرض المنشیء - الثمر اليانع - عين الثلاثي - يوم ذي قار | - البيّنات، الجزء الثاني - الملوك الذين قتلوا - الأمراء آل تنوخ - لمحات - عاقبة الخداع - أوفی من عرفت |

وله أيضاً بحوث المتخلفة المواضيع والمقالات التي نشرت في الصفاء.

## وصلات خارجية
- في archive.sakhrit.co
- في بوابة الشعراء - حمد الحجري